# Provincia di Khon Kaen
La provincia di Khon Kaen si trova in Thailandia e fa parte del gruppo regionale della Thailandia del Nordest. Si estende per 10.886 km², ha 1.753.233 abitanti ed il capoluogo è il distretto di Mueang Khon Kaen. La città principale è Khon Kaen.

## Geografia antropica

### Suddivisioni amministrative
La provincia è suddivisa in 26 distretti (amphoe). Questi a loro volta sono suddivisi in 198 sottodistretti (tambon) e 2139 villaggi (muban). I distretti sono:
| 1. Mueang Khon Kaen 2. Ban Fang 3. Phra Yuen 4. Nong Ruea 5. Chum Phae 6. Si Chomphu 7. Nam Phong 8. Ubolratana 9. Kranuan 10. Ban Phai 11. Pueai Noi 12. Phon 13. Waeng Yai | 1. Waeng Noi 2. Nong Song Hong 3. Phu Wiang 4. Mancha Khiri 5. Chonnabot 6. Khao Suan Kwang 7. Phu Pha Man 8. Sam Sung 9. Khok Pho Chai 10. Nong Na Kham 11. Ban Haet 12. Non Sila 13. Wiang Kao (#29 sulla mappa) |

- I numeri 26, 27 e 28 sono relativi a tre distretti di pianificazione minori (Phu Kham Noi, Nong Kae e Non Han).